# Ensanche de poblaciones en España
Un ensanche es un terreno urbano que, de forma planeada generalmente, se dedica a nuevas edificaciones en las afueras de una ciudad. Lo habitual es usar el trazado hipodámico (trazado en cuadrícula) para confeccionar una pauta sencilla bidimensional. Los primeros ensanches de poblaciones en España se realizaron en el siglo XVIII bajo la dirección de ingenieros militares. 
En la segunda mitad del siglo XIX, en plena Revolución industrial, cuando el crecimiento demográfico y las nuevas actividades industriales, que necesitaban gran cantidad de terreno, obligaron a la actuación urbanizadora sobre terrenos rústicos extramuros de la ciudad, toda vez que las antiguas murallas que constreñían las poblaciones habían perdido su función militar. Este crecimiento permitió adaptar las ciudades a los nuevos medios de transporte como el ferrocarril a la par que se trataba de solucionar los problemas de salubridad e higiene que presentaban muchas poblaciones. 
La percepción de esta necesidad indujo a los gobiernos a legislar este aspecto. El primer intento fue el Proyecto de Ley General para la Reforma, Saneamiento, Ensanche y otras Mejoras de las Poblaciones, propuesto por el ministro de Gobernación José Posada Herrera en 1861 y rechazado por el Senado. Establecía la cesión gratuita de viales, régimen de parcelas mínimas indivisibles, generalización del régimen de licencias, compensación de beneficios y cargas de la urbanización, edificación forzosa de solares, regulación de linderos, proyecto técnico y económico previo a toda urbanización, etc. La ley tuvo que esperar hasta 1864 para su aprobación, seguido en 1867 del Reglamento. La influencia de esta ley en el desarrollo de los Ensanches fue determinante y contribuyó a que el resultado final se alejase de los proyectos iniciales.
En 1892 el sistema se hace definitivo con una nueva Ley que regula los ensanches de Madrid y Barcelona y faculta al Gobierno para extenderla a otras poblaciones. Para aprobar cada uno de estos Planes Generales era necesaria una Ley Especial. En 1895, se promulgó la Ley de Saneamiento y Mejora de las Poblaciones, pensada para resolver los problemas de los cascos históricos.
Tomando como referencia estas leyes, el proyecto de Bilbao y la experiencia pionera del Ensanche de Barcelona diseñado por Ildefonso Cerdá, numerosos municipios acometieron ensanches: Madrid, Valencia, Bilbao, Málaga, San Sebastián, León, Alcoy, Santander, Vitoria, Tarragona, Pontevedra, Pamplona y Mataró, entre otros. En 1854 se autorizó el derribo de las murallas de Barcelona y, en 1857, el ayuntamiento convocó un concurso en el que se establecía que el ensanche sería ilimitado. En 1860 se publicó el decreto de puesta en marcha del proyecto de ensanche de Ildefonso Cerdá quien planteó su ensanche como una ciudad completamente nueva, no articulada en torno al casco antiguo. Su característica principal es el trazado ortogonal uniforme, con tres ejes oblicuos (Diagonal, Meridiana y Paralelo) que facilitan su recorrido. La unidad básica del Ensanche es la manzana de 113 metros de lado y achaflanada en sus esquinas, de manera que se crean pequeñas plazas en los cruces. Se preveían cuatro anchuras de calle (20, 30, 50 y 100 metros), la existencia de jardines en el interior de las manzanas y una edificabilidad mucho menor que la que finalmente se autorizó.
En la misma época se planteó la necesidad del Ensanche de Madrid. En 1857 el Ministerio de Fomento ordenó el estudio de un futuro Ensanche, cuya dirección fue encomendada a Carlos María de Castro. El ensanche de Castro se asemeja al de Cerdà en el trazado ortogonal y en no prolongar la ciudad histórica sino en constituirse en una ciudad nueva por el este y el norte. Fruto de la misma ley es el plan para construir una gran vía transversal en Madrid, para dotar a la ciudad vieja del eje este-oeste del que carecía. Sin embargo, completar el proyecto de la Gran Vía llevó cuatro décadas.
Los ensanches se caracterizan, a menudo, por seguir una cuadrícula de calles regular con lo que suelen presentar una imagen característica peculiar, por la rectitud de sus calles y su homogeneidad. El primer paso solía consistir en lograr la autorización del ejército para derribar las murallas. Su construcción solía ser lenta y a lo largo del proceso la regularidad de la edificación y algunas de las normas no se respetaban. Los destinatarios de estos ensanches pertenecían generalmente a la clase burguesa de la ciudad, atraídos por un entorno de más calidad. Con frecuencia los ensanches se convirtieron en zonas de especulación ya que los propietarios de los terrenos obtuvieron beneficios fiscales, y en función de sus intereses pudieron mantener solares sin construir mientras que en otras zonas se superaba con creces la edificabilidad prevista.

## Historia

### Siglo XVIII
El urbanismo todavía no había sido adoptado por la escuela de arquitectura de la Academia de Bellas Artes (fundada en 1752) como una materia importante en la formación de los arquitectos y, por ello, la dirección de numerosos proyectos correspondió a ingenieros militares, la mayoría formados en la Academia de Matemáticas y Fortificación de Barcelona, cuerpo que a lo largo de los años mantendrá una pugna con los arquitectos por las competencias sobre urbanización.
Los ingenieros militares desempeñaron un papel decisivo en la creación de los nuevos arsenales marítimos y las poblaciones anejas. Cartagena, Águilas (Murcia), de Mateo Vodopich, Ferrol (barrio de La Magdalena, de Llobet y el arquitecto Sánchez Bort) y San Fernando, experimentaron un crecimiento muy notable. Además se hizo el primer proyecto de ensanche de Santander, también de Francisco Llobet y La Barceloneta (ver más adelante) de Cermeño. En todos los casos, se siguió también la planta regular clásica de la urbanización de las Indias.
Barcelona, durante el siglo XVIII, une a su condición portuaria y comercial el carácter de plaza fuerte. Las fortificaciones, dirigidas por el ingeniero hispano-flamenco Verboom, limitan el desarrollo urbano al viejo solar formado por la Ciutat y el Raval, perdiendo además el viejo barrio de la Ribera en cuyo lugar Felipe V hizo construir la Ciudadela. Parte de la población de este barrio se había instalado en barracones en la barra arenosa que forma el puerto. En 1752, el Marqués de la Mina mandó construir un barrio nuevo sobre el terreno. El proyecto y dirección correspondieron al ingeniero militar Juan Martín Cermeño, que ordenó el plano con manzanas rectangulares y alargadas sobre las que se levantaron viviendas modestas pero agradables y de buena construcción. Las obras demoraron unos veinte años y su resultado, la Barceloneta, es un buen ejemplo aplicado de la teoría de la urbanización ilustrada.
Otro intento de la época fue el llamado Plan Loredo de Bilbao que, en 1786, proponía una ampliación del estrecho casco urbano

### SigloXIX
A partir de la segunda mitad del siglo XIX aparecen los planes de ensanche y de reforma interior, que es de donde arranca propiamente el urbanismo nuevo peninsular. La necesidad de proceder al derribo de las murallas y de ensanchar las ciudades se convierte en imperiosa. El aumento de la población, la incipiente industria y las nuevas actividades con requisitos intensivos de suelo, como el ferrocarril, no podían satisfacerse simplemente con la liberación o mejor aprovechamiento del terreno de los cascos antiguos. La muralla había perdido todo valor militar, ante los progresos de la artillería y su función fiscal como aduana interior era contraria al espíritu del capitalismo y el libre comercio.
La primera Ley de Ensanche data de 1864 (29 de junio), y señala que los Ayuntamientos pueden urbanizar los terrenos, expropiando el terreno para viales y usos públicos a su costa. Para resarcirlos por estas responsabilidades el Estado les cede la contribución territorial sobre la zona durante 25 años. En 1867 se consagra la técnica de planeamiento con el Reglamento de la citada Ley de Ensanche, en el que especifica el modo de ejecutar el Plan de Ensanche, que ha de tener Memoria, Planos y Plan Económico para su viabilidad. En 1876 se promulga una nueva Ley de Ensanche de Poblaciones que retoca algunos aspectos no básicos.

#### Barcelona

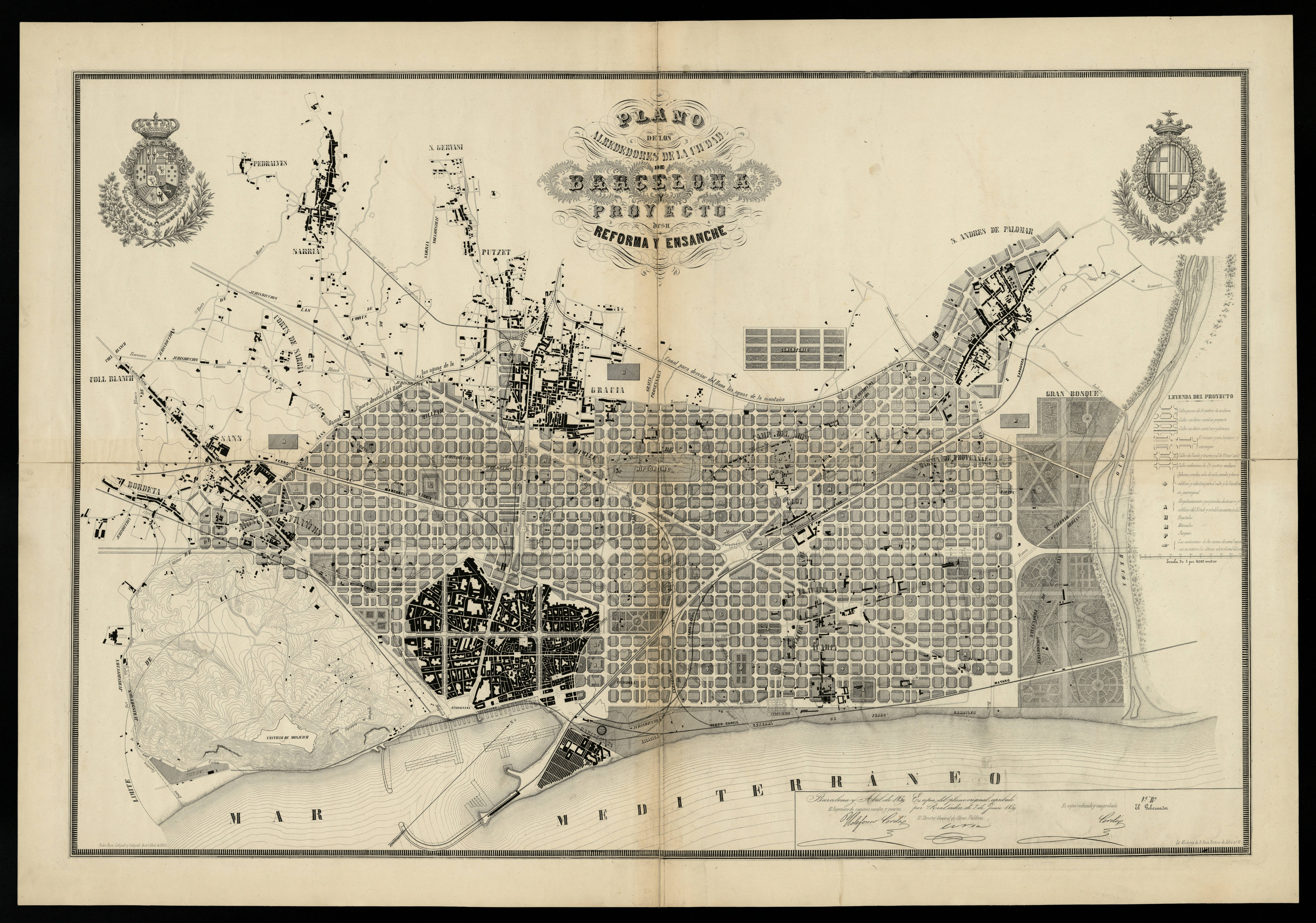
"Plan de los alrededores de la ciudad de Barcelona y del proyecto para su mejora y ampliación" de Ildefonso Cerdá y Suñer, 1859. Es el mejor ejemplo de los ensanches decimonónicos en España.

El primer ensanche importante ejecutado en España es el de Barcelona obra del ingeniero Ildefonso Cerdá, que fue aprobado en 1859. Desde mediados del siglo XIX Barcelona tenía problemas de masificación en la ciudad histórica y tenía una acuciante necesidad de ganar nuevos espacios. 
El planeamiento del ensanche fue complicado desde su comienzo. Los planes para derribar las murallas chocaban con los intereses del ejército, que además reclamó una compensación económica a cambio de los terrenos que ocupaba. En 1854 se autorizó por el gobierno de Espartero y Leopoldo O'Donnell el derribo de estas murallas y el Gobierno Civil encargó a Cerdá levantar el mapa topográfico y planear el ensanche. Cerdá propuso un crecimiento ilimitado, planteando el ensanche como una nueva ciudad no articulada en torno al casco histórico. Coincidiendo con la anexión a Barcelona de las poblaciones de Horta, Gracia, Sans, Sarriá, etc., se abrió un enorme espacio que permitió el rápido crecimiento de la ciudad.
Contra el plan de Cerdá, el ayuntamiento convoca en 1859 un concurso de proyectos urbanísticos del que resulta ganador el proyecto del arquitecto Rovira i Trias. El proyecto es acorde con las pretensiones de la burguesía: las calles tan solo tienen 12 m de ancho, se considera la posibilidad de sobrepasar las alturas propuestas por Cerdá, existe una clara separación de clases sociales y las edificaciones presentan una mayor densidad
El gobierno no acepta este plan y el 31 de mayo de 1860 se publicó el decreto que pone en marcha el plan de Cerdá y el 4 de septiembre la reina Isabel II puso la primera piedra de la primera casa del ensanche. El trazado propuesto consistía en una cuadrícula de calles que definían manzanas de 113 metros de lado achaflanadas en sus esquinas. Estas manzanas debían estar edificadas en dos o tres de sus lados como máximo. Las calles tenían de 20 m a 50 m de ancho. El interior de estas manzanas sería ocupado por jardines y se previeron espacios para servicios públicos repartidos de forma homogénea. 
En 1863 se construyeron los primeros bloques de pisos en las manzanas achaflanadas, aún con el rechazo de numerosos estamentos de la ciudad. Durante años muchas calles permanecieron sin asfaltar, aceras, alumbrado ni nombre, siendo identificadas por números, lo que confería un aspecto de provisionalidad a la zona. Sin embargo el comercio y la industrialización de Cataluña estaban creando una clase burguesa que se acomodó en el nuevo espacio. 
Finalmente la densificación acabó siendo mayor de la que se diseñó inicialmente, ya que se edificó en los cuatro lados de las manzanas, en los patios interiores y se aumentó el número de pisos, aunque se mantuvo el trazado ortogonal.

#### Madrid
Ya a finales del siglo XVIII Jovellanos propuso la compra de suelo en la periferia de Madrid para urbanizarlo de forma racional y ampliar la ciudad. En 1846 Juan Merlo presentó un nuevo proyecto que también se frustró. En 1857 el Ministerio de Fomento ordenó el estudio de un ensanche para Madrid bajo la dirección del arquitecto e ingeniero Carlos María de Castro y Carlos Ibáñez de Ibero. La memoria del plan fue publicada en 1860. Se le señaló un límite, que Castro convirtió en una ronda para la nueva ciudad. 
Por primera vez se introdujo la zonificación, delimitando los terrenos dedicados a la industria, la vivienda intensiva, zonas de media densidad o parque urbanizado. Todo ello se extiende en un trazado ortogonal (de forma similar a los trabajos de Cerdá) con orientaciones Norte, Sur, Este y Oeste y vías de distintas anchuras (30, 20 o 15m) según su jerarquía.
Sin embargo presentaba algunas diferencias con el plan de Cerdá para Barcelona, como el hecho de que estaba limitado en su extensión, presentaba una clara zonificación, una morfología variada y trataba de respetar e integrar la ciudad antigua de Madrid.
La ciudad de Castro estaba segregada socialmente desde el principio, con su barrio aristocrático en el eje de la Castellana, la zona burguesa en el actual barrio de Salamanca, y barrios obreros como Chamberí o el situado al sur del Parque del Retiro. Esto se lograba con tres tipologías de manzana diferentes:
- Manzanas de edificaciones aisladas en jardines, de alta calidad.
- Manzanas de viviendas en grupos de 3 o 4
- Manzanas rodeadas totalmente de edificaciones, que incluían un espacio cerrado para jardines. Destinadas a las clases medias, era el tipo genérico de manzana.

Inicialmente se fijó una altura de tres plantas de las edificaciones y una ocupación del 50%. Sin embargo se propuso en 1863 aumentar la altura edificable a baja más cuatro plantas. Finalmente se abusó del sistema, lo que reforzó el rechazo a la idea del ensanche.

#### Albacete

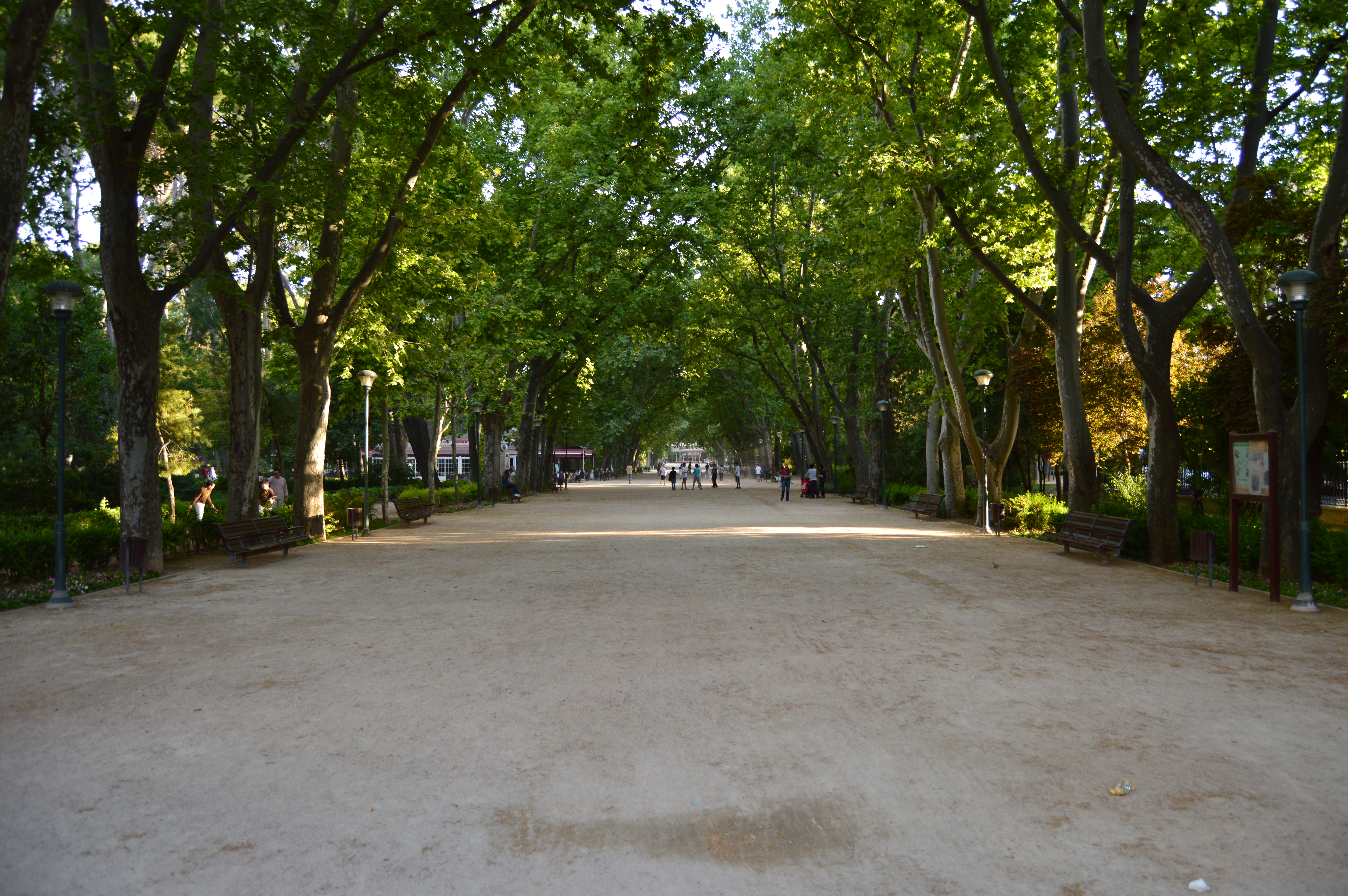
El primer plan de ensanche de Albacete dio como resultado la construcción de una dotación extraordinaria, el parque Abelardo Sánchez, con un tamaño similar al que tenía la ciudad a principios del.

En el siglo XIX se desarrolló el primer Plan de Alienaciones de Albacete (1882-1886), que consistió en el ensanche y la rectificación de las calles existentes con un carácter higienista y quirúrgico.
El primer plan de ensanche de Albacete propiamente dicho tuvo lugar entre 1907 y 1911. Este supuso la construcción de una dotación extraordinaria, el Parque Abelardo Sánchez, de un tamaño similar al que tenía la ciudad por entonces. Además, el crecimiento de la ciudad se desarrolló en torno a dos zonas: el barrio Industria y la calle Ancha.
El Plan de Ensanche por antonomasia de Albacete se redactó entre 1920 y 1922. La prosperidad de la ciudad entre guerras dio como resultado un faraónico plan consistente en el crecimiento de la ciudad en forma de mancha de aceite protagonizado por pequeñas manzanas dispuestas en una estructura radiocéntrica, y la construcción de una carretera de circunvalación o ronda sur.

#### Bilbao
Bilbao tenía el problema de que su término municipal era exiguo. El primer proyecto de ensanche data de 1801 y fue planteado por las autoridades del vecino municipio de Abando. Se redactó por Silvestre Pérez y quedó paralizado por las guerras.
En 1861 recibió la autorización de la reina Isabel II para confeccionar un plan de ensanche, que se encomendó al ingeniero Amado Lázaro. Este proyecto abarcaba 229 hectáreas y fue rechazado por las autoridades.
En 1873 se elaboró un nuevo plan por el arquitecto Severino de Achúrcarro y los ingenieros de caminos Pablo de Alzola y Ernesto de Hoffmeyer. Su proyecto fue aprobado en 1876 e incluía una plaza elíptica como centro (Plaza Federico Moyúa), atravesada por una gran avenida de 30 metros de anchura y varias calles de menor tamaño. Al igual que Cerdá proponían manzanas achaflanadas.
Este ensanche se quedó pequeño y en 1896 el ayuntamiento de Bilbao encargó a Enrique Epalza un proyecto para su ampliación, que no vio la luz pero sirvió de base para el proyecto de Federico de Ugalde que ganó el concurso de ideas de 1904 para la ampliación del ensanche. El ensanche bilbaíno se hizo en el margen izquierdo de la ría, sobre el terreno en el que Silvestre Pérez diseñó el Puerto de la Paz.

#### Vitoria

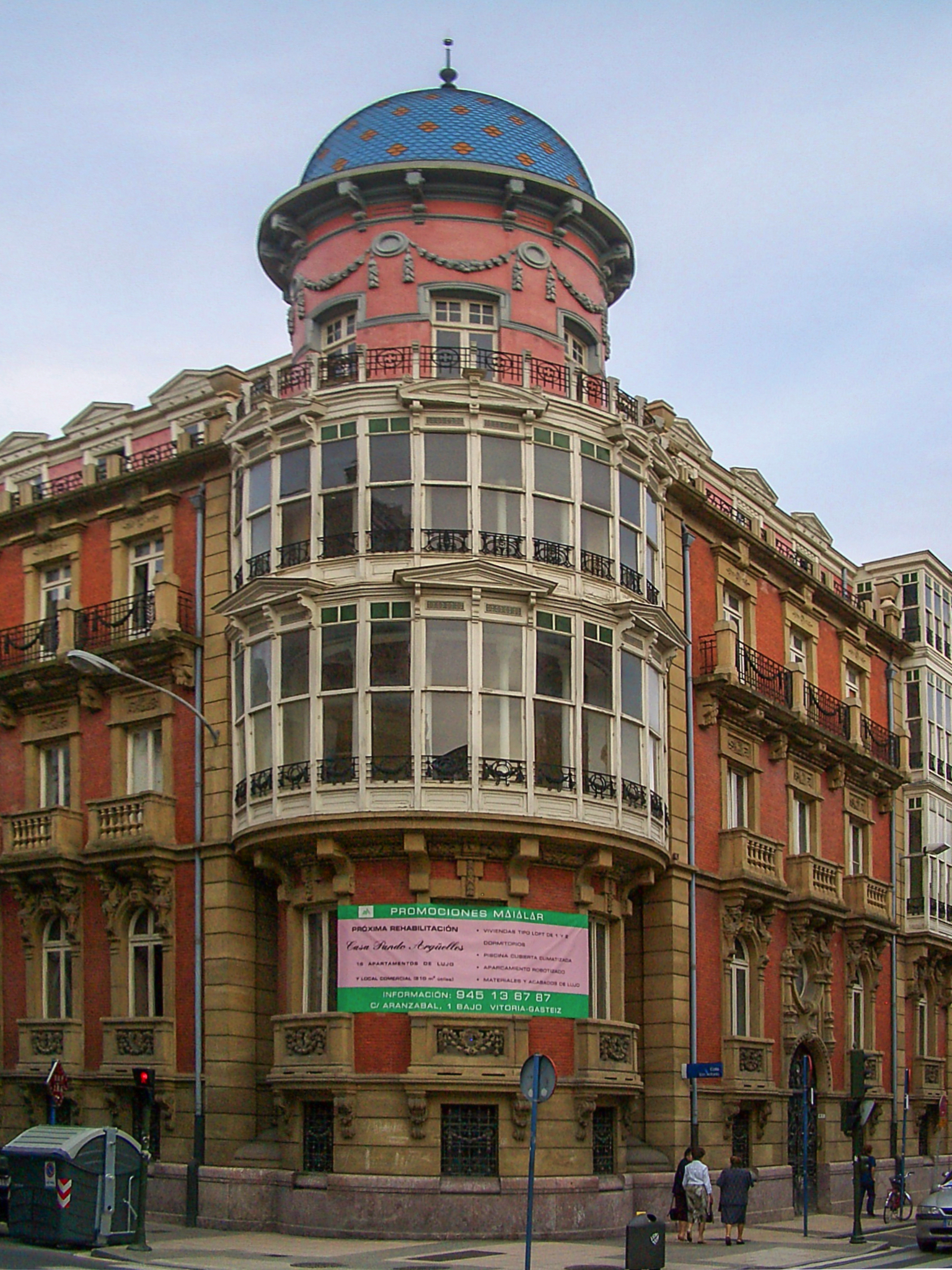
Casa Pando-Argüelles en el ensanche de Vitoria.

Se trata de un ensanche de la ciudad de Vitoria, realizado durante el siglo XIX, que antiguamente era el espacio extra-muros al sur de la ciudad que se utilizaba para la celebración de ferias y mercados. Se elaboró después de la construcción de la Plaza de España o Plaza Nueva, que se trata de un recinto cerrado y cuadrado con portales en arco de medio punto. El ensanche burgués se desarrolló entre la citada plaza y la estación del ferrocarril, tomando como eje principal la calle de Eduardo Dato llamada calle de la Estación en un principio. La arquitectura típica de esta zona se compone de edificios luminosos compuestos de grandes ventanales, elegantes balcones y numerosos miradores.

#### San Sebastián
También San Sebastián elaboró su propio proyecto de ensanche en 1854, labor que se encomendó al arquitecto Antonio Cortázar. Su proyecto estuvo muy influido por el modelo de Cerdà. El proyecto comenzó a construirse en 1864 y se basaba en la prolongación de la calle Mayor y una serie de calles ortogonales a partir de esta. El proyecto diferenciaba zonas para las clases pudientes, los obreros y los turistas, delimitadas por calles jerarquizadas.

#### Valencia
Valencia derribó sus murallas en 1865 y en su lugar se creó una ronda. El primer ensanche fue planteado en 1858 y comenzó en 1877 siguiendo el proyecto formulado por los arquitectos José Calvo, Joaquín María Arnau y Luis Ferreres y también se basaba en la cuadrícula de Cerdá, con grandes manzanas y casas destinadas para las clases burguesas. Rodeaba el casco antiguo por el sur. En 1907 se llevó a cabo una ampliación.

#### Gijón
Proyecto de ensanche en la ciudad de Gijón que tuvo que esperar a la demolición de la muralla carlista de la ciudad para iniciar su construcción en 1867. Tuvo la peculiaridad frente a otros ensanches de estar muy poco edificado, no completándose hasta la década de los 1970 y estando ocupado por edificios lúdicos y deportivos así como por viviendas humildes y proletarias. Daría lugar al barrio de La Arena y a parte del barrio de El Centro.

#### León
La Ciudad de León aprueba su plan de Ensanche en 1904, el cual tenía como Eje principal la Gran Vía de San Marcos, la cual confluía en la Plaza de Santo Domingo. La Calle Ordoño II unía esta plaza con la de Guzmán el Bueno, encargada de distribuir el tráfico de la estación de ferrocarril por las calles de Roma y República Argentina. A partir de estos grandes ejes se delimitaron manzanas de 100m de lado y 1 ha de superficie, solo variadas al NE para conectar con el casco antiguo. Sin embargo, el trazado fue variado, con la creación de calles diagonales, con el fin de crear más línea de fachada que revalorizaran los inmuebles. El Resultado Final fue la pérdida del trazado original, el aumento de las intersecciones, la desaparición de jardines y perspectivas.

#### Pamplona

Segundo Ensanche de Pamplona.

El Ensanche de Pamplona, no se construyó en la misma época que otras muchas ciudades españolas, pues se comenzó a construir en los años 20 y se concluyó en los años 50. 
De todos modos, estaba inspirado en el Plan Cerdá: está compuesto por manzanas octogonales achaflanadas. Las calles son rectas, con una gran calle en diagonal: la Avenida de la Baja Navarra.
Durante el siglo XIX, Pamplona ve aumentada su población. Ante la negativa de tirar las murallas, se construyen nuevas plantas de viviendas sobre viviendas antiguas, es decir, se eleva la altura de los edificios. Con la Desamortización de Mendizábal, se aprovechan espacios, antes de conventos o iglesias para construir. En la segunda mitad del siglo XIX, Pamplona pide abrir las murallas, para poder crecer, y no seguir viviendo en situaciones de insalubridad, y con tales necesidades de vivienda. Las peticiones no son aceptadas. Finalmente, el Ejército tras negociación, accede a tirar dos de los baluartes en 1884, para construir el Primer Ensanche, donde se construirán los cuarteles de infantería y unas seis manzanas de edificios para la burguesía, por lo que no se solventaba el problema para la mayoría de la población. De todos modos, fue la primera reforma urbanística destacable en mucho tiempo. Como ya se ha dicho, el problema no se había solucionado, con lo que se sigue insistiendo para tirar las murallas, hasta que finalmente se accede a principios del siglo XX, demostrado, tras la Primera Guerra Mundial, la inutilidad de las murallas. Parte de estas son tiradas en 1915, y el 29 de noviembre de 1920, se colocó la primera piedra. 
Pamplona pudo disfrutar así de su primer ensanche, tras largas negociaciones con los militares.

#### Otras ciudades
De igual forma, es muy notable la impronta de los trabajos de Cerdà en los ensanches de Tarrasa, Sabadell, Cartagena o el de Villanueva y Geltrú, de Francisco Gumá Ferrán. Otros arquitectos como Federico Keller siguieron el plan de Cerdà a imagen y semejanza para otras ciudades de España como Miranda de Ebro, entre otras.